# VK Brodograditelj Betina (žene)
Ženska sekcija vaterpolskog kluba "Brodograditelj" iz Betine, općina Tisno, na otoku Murteru, Šibensko-kninska županija, je osnovana 1981. godine, te je prvi ženski vaterpolski klub u Hrvatskoj, i tadašnjoj Jugoslaviji. 
 Sljedeći ženski klub je osnovan 1982. godine - "Vela Luka" te se otad počelo odigravati prvenstvo Hrvatske s ova dva kluba. Rad ženske ekipe "Brodograditelja" se gasi sredinom 1980.-ih, uz kratku obnovu rada krajem 1990.-ih i početkom 2000.-ih, ali bez sudjelovanja na natjecanjima, ali su u kolovozu 1999. odigrale utakmicu protiv "Gusara" iz Svetog Filip i Jakova, koja se smatra prvom utakmicom ženskog vaterpola u samostalnoj Hrvatskoj.

## Uspjesi
Prvenstvo SR Hrvatske
- doprvakinje: 1982.

## Unutrašnje poveznice
- Betina
- Vaterpolski klub Brodograditelj